# Protéinoïde
 (mars 2023).
Si vous disposez d'ouvrages ou d'articles de référence ou si vous connaissez des sites web de qualité traitant du thème abordé ici, merci de compléter l'article en donnant les références utiles à sa vérifiabilité et en les liant à la section « Notes et références ».
Les protéinoïdes sont des agrégats formés par des acides aminés, des acides nucléiques et des composés inorganiques.
Ces agrégats sont obtenus par des expériences tentant de recréer les conditions de l'apparition de la vie sur Terre. Leur structure est semblable à celle d'une protéine, mais elles n'assurent aucune fonction de catalyse.
Les premières formes de vie étant vraisemblablement hétérotrophes, on suppose qu'elles se nourrissaient de protéinoïdes.